# Joaquín Suárez
|  | Aquest article tracta sobre Joaquín Suárez, expresident de l'Uruguai. Vegeu-ne altres significats a «Joaquín Suárez (Uruguai)». |

Joaquín Luis Miguel Suárez de Rondelo y Fernández (Canelones, llavors Banda Oriental, avui Uruguai, 18 d'agost de 1781 - Montevideo, 26 de desembre de 1868), va ser un polític uruguaià, pròcer de la independència i President de la República per nou anys, des de 1843 fins a 1852.

## La seva tasca durant la Revolució
Es va alçar en armes al costat de José Gervasio Artigas, participant de l'alçament oriental de 1811. Promogut a capità, va manar una companyia el 18 de maig de 1811, en la victòria de la "Batalla de Las Piedras". Quan Artigas ell es va retirar de Montevideo per acampar a l'Ayuí, Suárez va acompanyar al cabdill en l'Èxode del Poble Oriental, romanent tretze mesos fora de la seva terra.
Després de restablir-se, momentàniament, l'harmonia entre els independents i iniciat el lloc de la capital, Artigas va resoldre abandonar de nou el setge, enfrontat amb el comando de la revolució del Riu de la Plata, però Suárez, encara que concordava amb el seu criteri polític, no va voler acompanyar-lo en l'ocasió, ja que el seu honor l'obligava a mantenir-se ferm davant de l'enemic comú. Amb el mateix criteri tampoc no va voler fer armes contra Artigas en la lluita entre orientals i homes de Buenos Aires l'any 1815, va sol·licitar el seu retir i va finalitzar la seva trajectòria militar.
Membre de l'Ajuntament electe per Montevideo el 1816, i iniciada la lluita contra els portuguesos invasors, va compartir amb el Delegat Miguel Barreiro les funcions executives i va evacuar la plaça el 18 de gener de 1817, gairebé al moment en què arribaven els enemics.
En l'època de la dominació estrangera, no va ocupar cap posició en la vida política, on sí que van figurar alguns dels seus antics amics personals.
Va cooperar en el moviment llibertador de Juan Antonio Lavalleja el 1825 i va ser elegit diputat per Florida per formar part de la Sala de Representants de la Província Oriental que va declarar la independència el 25 d'agost. Governador Delegat per vot públic el 5 de juliol de 1826, va comptar per ministre general a Juan Francisco Giró. Desposseït del comandament violentament per Lavalleja l'octubre de 1827, es va retirar a la vida privada.

## La seva tasca després de la independència

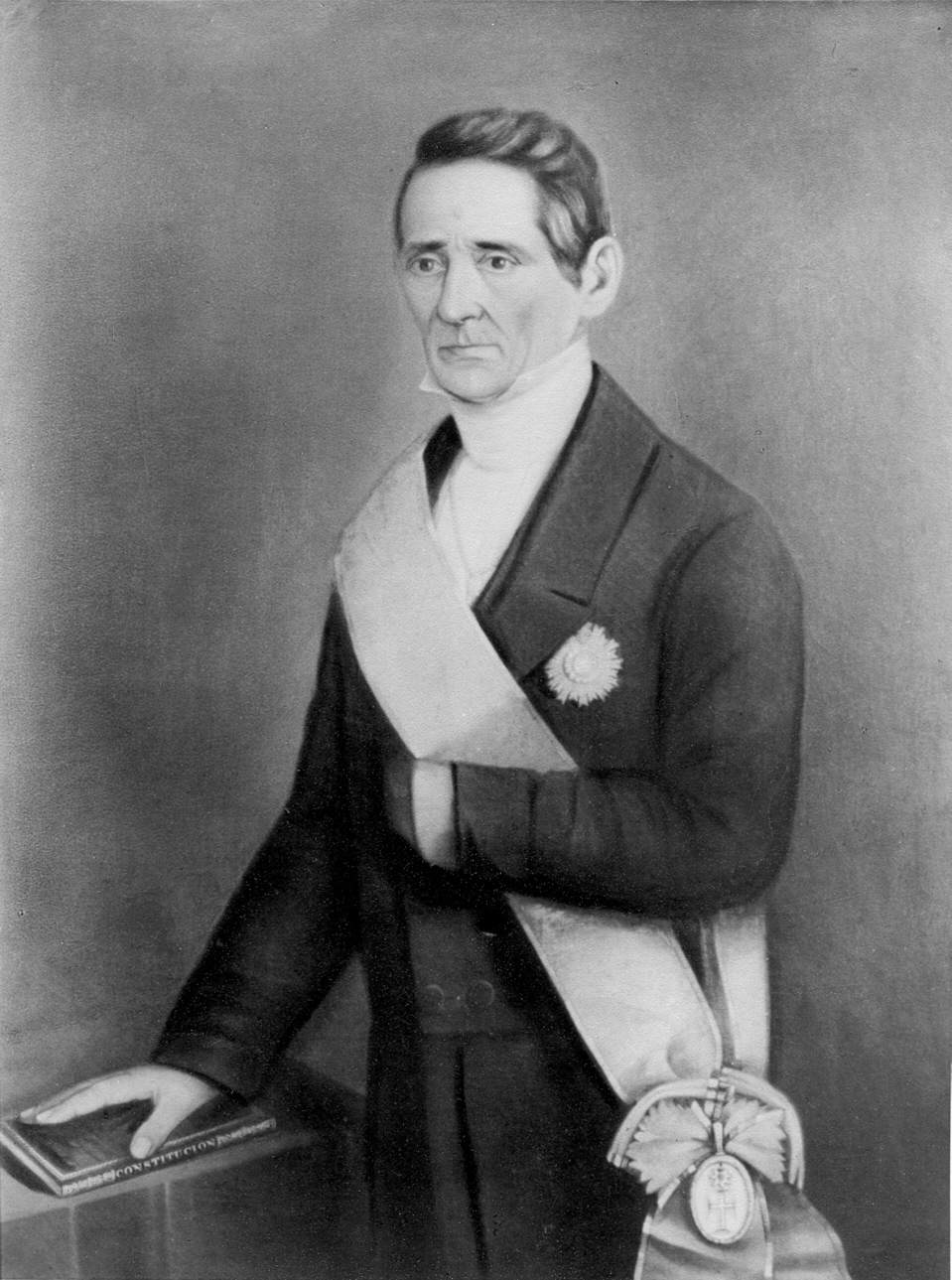
President Joaquín Suárez, (c. 1843).

En crear-se l'Uruguai per la Convenció Preliminar de Pau de l'any 1828, va prendre el poder fins i tot l'arribo del Governador Provisori José Rondeau. Durant el període de la seva administració va ser creada la bandera nacional del nou estat.
Diputat en la legislatura, va ser convocat pel llavors president Fructuoso Rivera el 19 de setembre de 1831 per exercir el Ministeri de Govern i Relacions Exteriors i interí de Guerra, però el 7 de novembre d'aquell mateix any abandona el càrrec i s'allunya dels negocis d'Estat.
Va ser reelegit per a representant per Montevideo per a la 2a legislatura, el 1834 i en concloure el seu terme, el 1837, se li va votar senador pel departament de Cerro Largo.
Va ser el mitjancer que va donar fi a la revolució "riverista" que el 22 d'octubre de 1838 va produir la renúncia de Manuel Oribe a la presidència. El 15 de febrer de 1839 va resultar electe President del Senat, en virtut del qual, absent en campanya el general Rivera, va passar per primera vegada a l'exercici de la Presidència per exercir-la gairebé un any. En aquest terme, a finals del 1842, el desastre militar de Rivera davant l'exèrcit de Juan Manuel de Rosas a Río Grande va obrir les portes del país a la invasió del general Manuel Oribe que, al capdavant de les seves tropes uruguaianes i argentines, va poder arribar a les portes de Montevideo, el febrer de 1843.
Resolt a resistir a tot trànsit, Suárez va associar els seus esforços al grup d'homes, civils i militars que van fer van organitzar la defensa de la ciutat.
En els vuit anys de la Guerra Gran van ser abundants els episodis dels que no s'exclouen ni revolucions, com la "riverista" d'abril de 1846, ni motins de tropes, ni brots de traïció. Suárez va actuar moltes vegades com a element conciliador, per sobre de les diferències.
Andrés Lamas, un dels integrants del govern que va presidir, va escriure d'ell: 
| « | Rosas i Oribe anomenaven de salvatges i immunds unitaris a tots els seus enemics; però la seva única excepció quan a ell es referien sempre era el Senyor Joaquín Suárez. | » |

La pau es va firmar el 8 d'octubre de 1851, i quan es va tornar al règim constitucional el 15 de febrer de 1852, Suárez va resignar el seu comandament en el president del Senat, Bernardo Prudencio Berro. Es va retirar llavors a la vida privada, a la seva casa del paratge de Montevideo del rierol Seco, semiarruïnada per la guerra.

## Últims anys
El 1854 va ser elegit senador pel departament de Canelones, i després diputat per Montevideo el 1858, però seu poca salut el va obligar a dimitir amb el qual va passar penúries econòmiques. Li van votar el 1861 una pensió que a causa de constants conflictes de la hisenda pública gairebé mai no la cobrava.
Va ser sepultat a la Catedral de Montevideo, al costat de la tomba del general Fructuoso Rivera.
Una llei de 1881 li va decretar una estàtua que va ser alçada a la Plaça Independencia el 1896 i després traslladada a l'actual plaça que porta el seu nom al solar on abans assentés la seva casa, en una bifurcació de l'avinguda Agraciada amb l'avinguda avui coneguda com a Joaquín Suárez.